# Heinkel P.1078
Heinkel P. 1078 — німецький експериментальний реактивний винищувач компанії Heinkel завершального етапу Другої світової війни.

## Історія
На замовлення міністерства авіації, Верховного командування Люфтваффе з кінця 1944 авіакомпанії почали розробляти проєкти реактивних винищувачів другого покоління з швидкістю до 1000 км/год. Поряд із Messerschmitt P.1110, Focke-Wulf Ta 183, Junkers EF 128, Blohm & Voss P 212 був розроблений Heinkel P. 1078.
Heinkel надав три версії літака. Базова версія Р. 1078 А зі стрілоподібним крилом мала герметичну кабіну з радаром у носовій частині, систему катапультування пілота.
Версія P. 1078 В мала безхвосту конструкцію з подвійним носом фюзеляжу, посеред якого розміщувався повітрозабірник мотору. Пілот розміщувався у лівій частині фюзеляжу. На висоті 7000 м він повинен був розвивати 1025 км/год і бути озброєний 2 швидкострільними гарматами М108.
Версія P. 1078 С мала безхвосту конструкцію. Фюзеляж був металевий з дерев'яними крилами, де у незахищених баках зберігалось пальне. Роль рулів напрямку виконували загнуті донизу кінці крил. На висоті 7000 м він повинен був розвивати 1010 км/год і бути озброєний 2 швидкострільними гарматами М108.
Усі варіанти були відхилені у лютому 1945 і згодом серед інших моделей на користь Junkers EF 128.

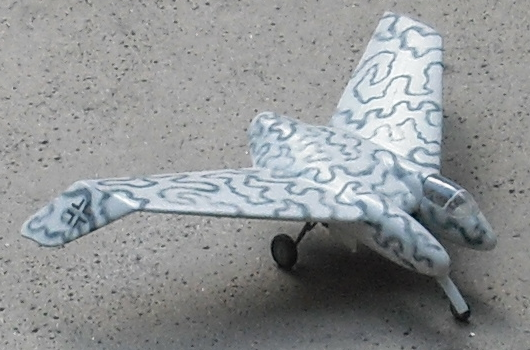
Heinkel P. 1078 В